# بوشون

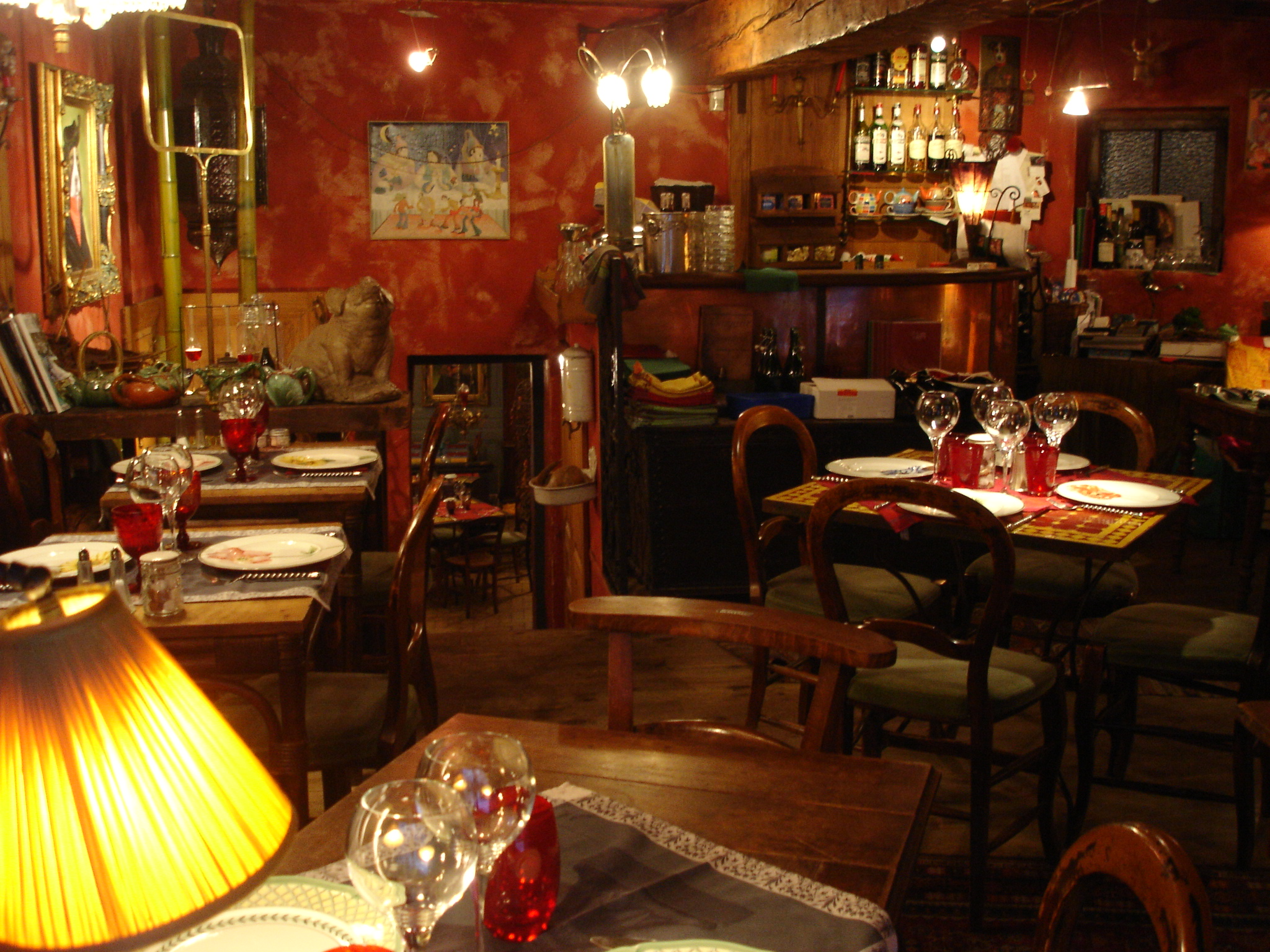
داخل یک بوچون معمولی

یک بوچون (تلفظ فرانسوی: [buʃɔ̃]) نوعی رستوران است که در لیون فرانسه یافت می‌شود و غذاهای سنتی لیونز مانند سوسیس، کوک اووین، پاته اردک سالاد لیونز یا گوشت خوک کبابی سرو می‌کند. در مقایسه با سایر اشکال آشپزی فرانسوی مانند غذاهای نو، غذاهای کاملاً دلچسب هستند. تقریباً بیست بوچون سنتی دارای گواهی رسمی وجود دارد، اما تعداد بیشتری از مؤسسات خود را با استفاده از این اصطلاح توصیف می‌کنند.
بیشتر، تأکید در بوچون بر غذاهای تند نیست، بلکه بر یک فضای شاد و یک رابطه شخصی با مالک است.

## تاریخ

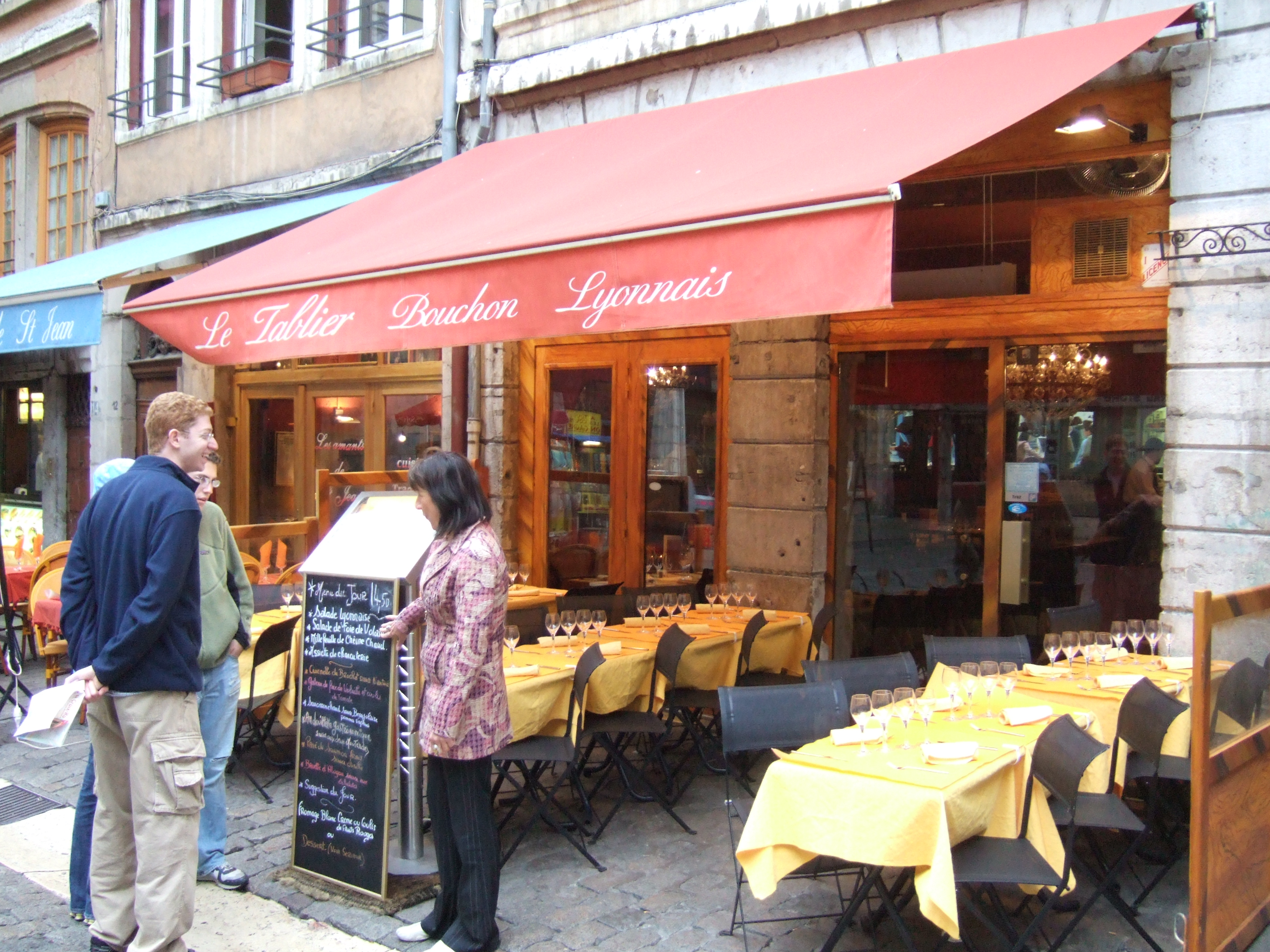
بوچون دیگر، Le Tablier ("پیش بند")، در Vieux Lyon.

سنت بوچون از کاروانسراهای کوچکی که کارگران ابریشم در قرن هفدهم و هجدهم از لیون می‌گذشتند، سرچشمه می‌گرفت و این سنت ادامه پیدا کرده.
بر اساس فرهنگ لغت لی پتی روبرت، این نام از عبارت قرن شانزدهم برای یک دسته کاه پیچ خورده گرفته شده‌است. نمایشی از چنین بسته‌هایی روی تابلوهایی برای تعیین رستوران‌ها ظاهر می‌شود و به‌واسطه معنایی، خود رستوران‌ها به عنوان بوچون شناخته می‌شوند. استفاده رایج تر از «بوچون» به عنوان درپوش یا پوشش چوب پنبه در دهانه بطری‌ها، و مشتق‌های آن، ریشه‌شناسی یکسانی دارند.

### امروز
از سال ۱۹۹۷، پیر گریسون و سازمانش، L'Association de défense des bouchons lyonnais (انجمن حفاظت از بوچون‌های لیون)، گواهینامه‌های سالانه را به عنوان بوشون‌های «اصیل» به رستوران‌ها اعطا می‌کنند. این رستوران‌ها عنوان Les Authentiques Bouchons Lyonnais را دریافت می‌کنند و با برچسبی نشان می‌دهند که ماریونت یا خیمه‌شب‌بازی Gnafron را نشان می‌دهد، نماد لذت‌های ناهار خوری لیون، با یک لیوان شراب در یک دست و یک دستمال که تاج لیون را در دست دیگر دارد.
فهرست زیر، با توجه به اینکه گواهینامه سالانه اعطا می‌شود، با نوساناتی همراه است، و شامل بیشتر بوچون‌های تأیید شده‌است: آبل، برونت، کافه دس مکان‌ها، کافه فدراسیون‌ها، Chabert et fils , Daniel et Denise , Chez Georges le Petit Bouchon , Chez Georges le Petit Bouchon , gones , Hugon , Le Jura , Chez Marcelle , Le Mercière , La mère Jean , Le mitonné، Le Morgon , Le musée , Chez Paul , Les Trois Maries , A ma vigne، و Le Vivarais.
در حالی که اکنون بسیاری از بوشون‌ها بیشتربه سمت بازار توریستی گرایش دارند، با افزایش قیمت‌ها و در نتیجه کرایه‌های سنتی کمتر، یک وعده غذایی معمولی در یک بوچون واقعی تا تاریخ ۲۰۰۶ حدود ۱۲–۱۵ یورو هزینه دارد.

## خوراک

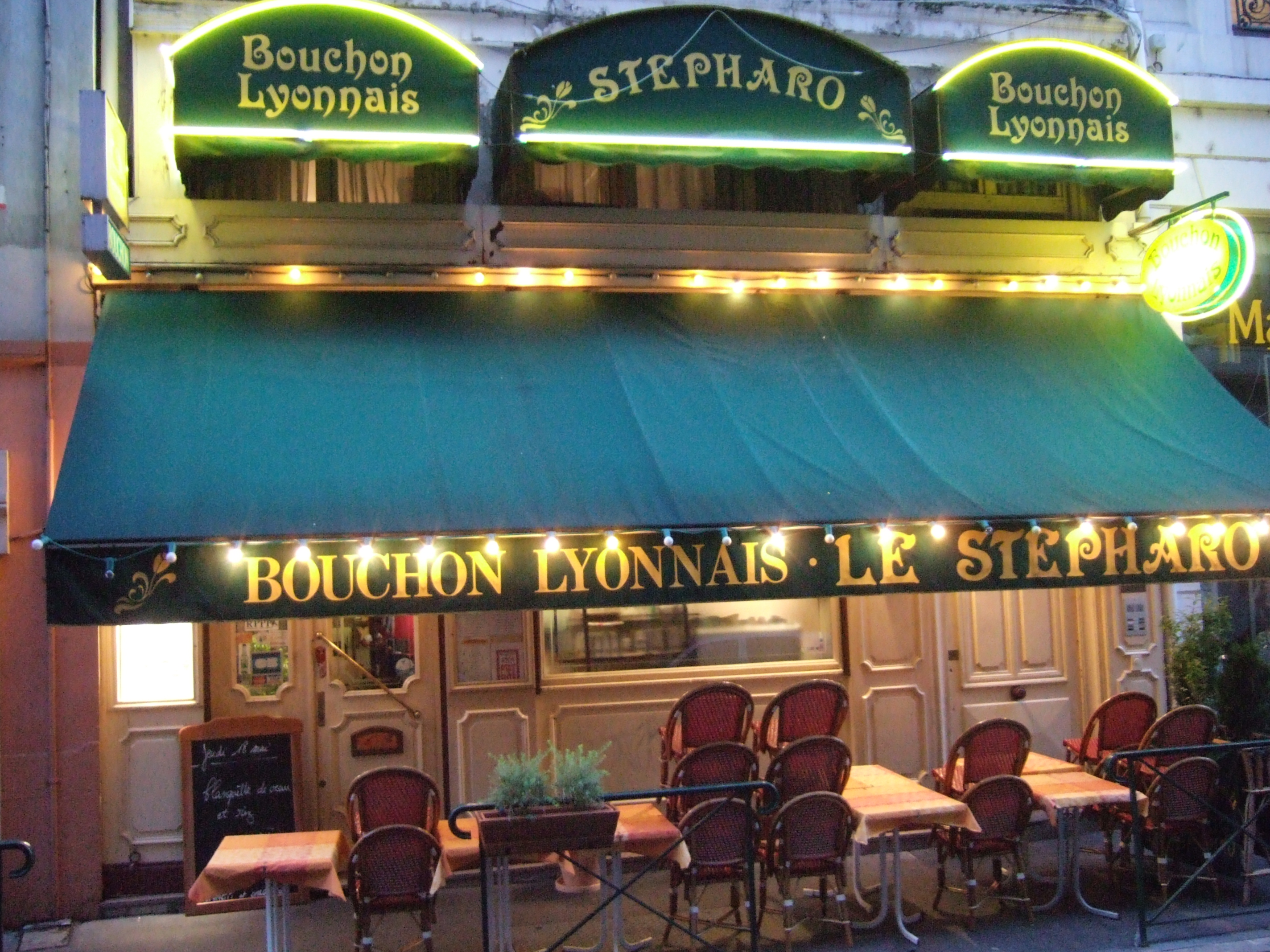
یک بوچون در لیون.

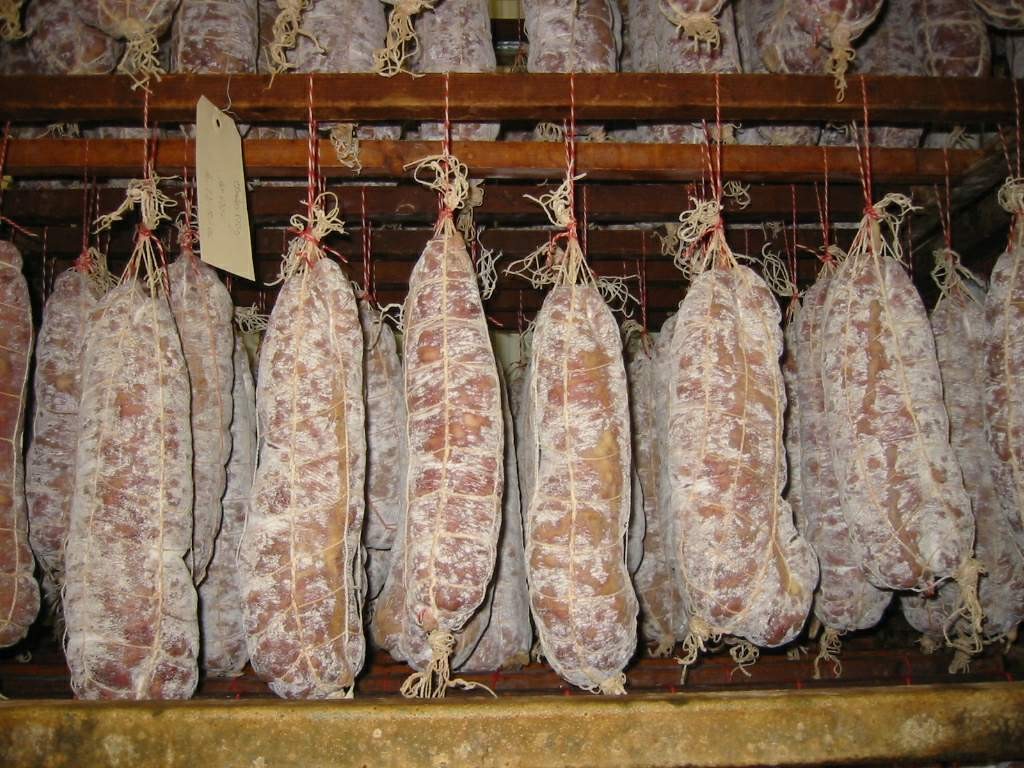
سوسیسون خشک لیون

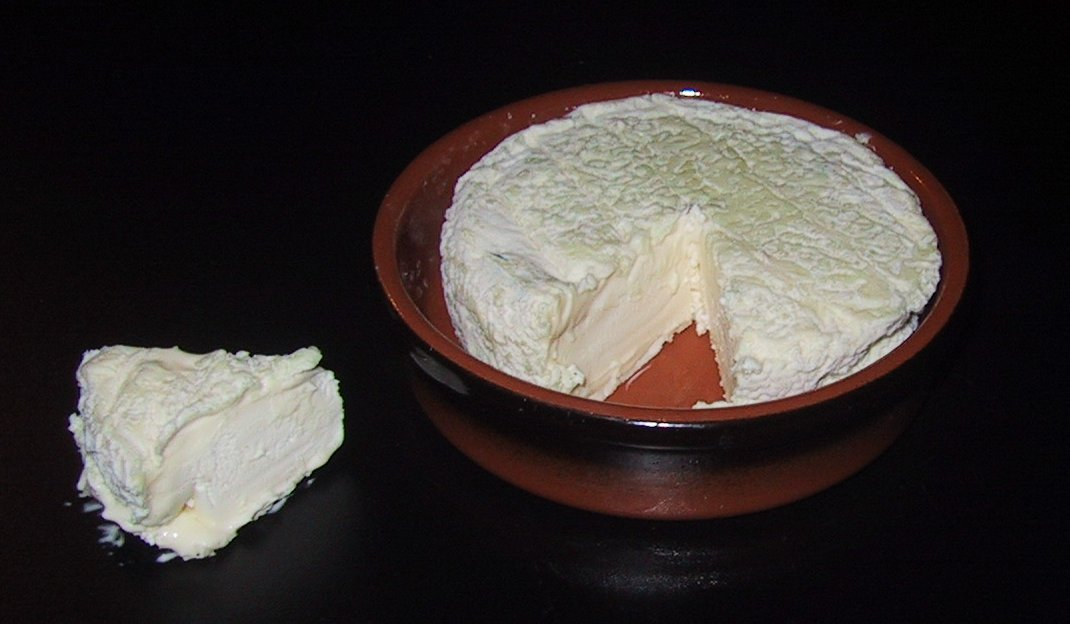
سنت فلیسین، پنیر معمولی از لیون

آیتم‌های معمولی در رپرتوار بوشون عبارتند از:
سوپ
سوپ تراپ، سوپ کدو حلوایی
سالاد و پیش غذای سرد
سالاد جگر مرغ، پنیر سر خوک، سالاد groins d'âne (به معنای واقعی کلمه، سالاد "پوزه الاغ")، شاه ماهی ترشی، سالاد لیونز (کاهو با بیکن، کروتون، سس خردل، و یک تخم مرغ آب‌پز)
پیش غذای داغ
gateau de volaille (کیک جگر مرغ)، boudin noir (سوسیس خونی، معمولاً با سیب‌های گرم سرو می‌شود)
کله پاچه
آندویلت (سوسیس احشای خوک)، گراتن کله پاچه، tablier de sapeur
ماهی
قیسی، کوئنل (کوفته ماهی آسیاب شده)، فیله کبابی
گوشت
Coq au vin , pot-au-feu (کباب قابلمه)، ران مرغ پر شده با مورل
سبزیجات
Cardoon à la moelle (در مغز استخوان)، barboton , pailasson de Lyon
پنیر
سن مارسلین، سن فلیسین، ریگوت دو کوندریو
دسر
تارت پرالین (تارت پرالین)، پای مرنگ لیمویی، سیب کاراملی، بوگنس د لیون (بنیات مینیاتوری)